# Trận Lạng Sơn (1885)
Trận Lạng Sơn (1885) hay Pháp đánh Lạng Sơn là một chiến dịch gồm vài trận giao tranh lớn nhỏ giữa quân Pháp và quân Thanh, đã diễn ra từ đầu tháng 2 năm 1885 và kết thúc vào 1 tháng 4 cùng năm.
Kết thúc cuộc chiến, quân Pháp đại bại khiến Chính phủ Jules Ferry ở Paris bị đổ, nhưng cuối cùng Pháp - Thanh cũng ký kết được hiệp ước nhằm chấm dứt chiến tranh. Điều đó cũng có nghĩa, kể từ ngày 9 tháng 6 năm 1885 (ngày ký hiệp ước Thiên Tân mới), nhà Thanh chính thức thừa nhận quyền đô hộ của thực dân Pháp ở Việt Nam.

## Trước trận chính

### Đánh Phúc Châu và vây Đài Loan
Tức giận vì quân Thanh đã giao chiến và gây nhiều thiệt hại cho quân đội Pháp ở trận Bắc Lệ, chính phủ Pháp đòi triều đình nhà Thanh (Trung Quốc) phải bồi thường thiệt hại 250 triệu franc. Sau 7 tuần thương thuyết dai dẳng về khoản tiền trên, ngày 5 tháng 8 năm 1884, Phó Đô đốc Amédée Courbet, chỉ huy hạm đội Đông Hải của Pháp, được lệnh nã súng tấn công bất ngờ pháo đài Cơ Long ở phía Bắc Đài Loan, rồi cho quân đổ bộ nhưng bị quân Thanh phản công, phải rút lui.
Ngày 23 tháng 8, tướng Courbet chuyển sang tấn công hải cảng Phúc Châu (Quảng Đông), bắn phá nhiều pháo đài và đánh chìm chiến thuyền quân Thanh cùng một số tàu buôn neo tại bến. Sau đó tướng Courbet lại đem quân quay lại đánh chiếm Cơ Long, quần đảo Bành Hồ và ra lệnh phong tỏa Đài Loan.
Trong lúc cuộc chiến tranh Pháp - Thanh leo thang thì quân Thanh cũng lũ lượt kéo sang đối đầu với quân Pháp ở vùng trung châu Bắc Kỳ (Việt Nam).

Hải quân Pháp đánh chìm chiến thuyền tại Phúc Châu.

### Vài trận khai cuộc
Sau khi thua to ở Bắc Lệ (nay thuộc xã Tân Thành huyện Hữu Lũng, tỉnh Lạng Sơn), ngày 8 tháng 9 năm 1884 Thiếu tướng (général de division) Millot xin về Pháp, giao quyền lại cho Chuẩn tướng Louis Brière de l'Isle. Dưới sự chỉ huy của Brière, quân Pháp lần lượt tiến lên chiếm Kép (8 tháng 10) và Chũ (12 tháng 10).
Đến đầu năm 1885 thì Brière de l'Isle được thăng Thiếu tướng lại được chi viện thêm hơn 1.000 quân từ Pháp sang. Với quân số hơn 7.000 lính quân Pháp mới mở cuộc hành quân đánh Lạng Sơn, phối hợp với cuộc tấn công của hạm đội Pháp trên vùng biển Trung Quốc. Quân Pháp chia thành 2 đại đoàn, một do Chuẩn tướng De Négrier thống lãnh và một do Đại tá Giovanninelle chỉ huy.
- Trận núi Bóp

Đầu tháng 2 năm 1885, tướng De Négrier dẫn 5 tiểu đoàn lính từ Chũ (nay thuộc huyện Lục Ngạn, tỉnh Bắc Giang) tiến về núi Bóp để đánh tiền quân của quân Thanh đang đóng giữ con đường đi Lạng Sơn. Theo kế hoạch thì trong lần hành quân này sẽ có đạo quân thứ nhì của Đại tá Giovanninelle cùng tham chiến nhưng rốt cuộc Giovanninelle được phái đi giải vây cho quân Pháp ở thành Tuyên Quang nên chỉ có đạo quân của tướng De Négrier tiến lên Lạng Sơn. Hai bên giao chiến kịch liệt được hai ngày thì quân Thanh rút lui nhưng quân Pháp cũng phải rút về Chũ sau khi bị thiệt hại nặng. Trận này phía Pháp có 100 người thiệt mạng và bị thương, trong đó có 1 quan ba, 2 quan hai.
- Trận Phố Vỹ

Trên đường đi từ Chũ lên Phố Vỹ, quân Pháp lại bị tổn thất nhiều ở Hạ Hòa. Trong 5 ngày họ mới vượt qua non 30 cây số đường hiểm yếu lại bị nghĩa quân người Việt mai phục cản bước tiến. Ngày 11 tháng 2 thì quân Pháp chiếm được Phố Vỹ, gần Lạng Sơn với tổn thất trên 200 lính.

## Đánh thành Lạng Sơn

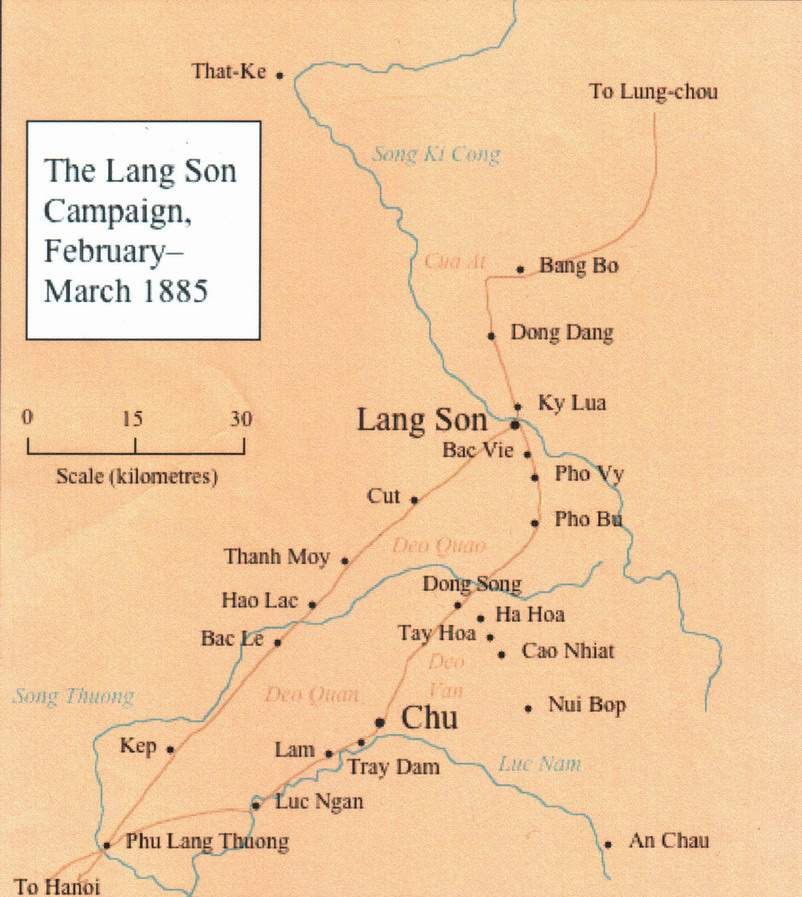
Bản đồ Lạng Sơn năm 1885.

Sách Việt Nam sử lược chép:
...Thiếu tướng De Négrier trước đã lên đồn Kép, dương thanh thế tiến binh, rồi lẻn về đồn Chũ đem quân qua đèo Vân, lấy đồn Đồng Sơn tức là đồn Sung, rồi sang lấy Tuần Muội (tên cũ của ải Chi Lăng).
Quân Tàu đang giữ ở mạn Bắc Lệ, thấy quân Pháp đã chặn mất đường về, liền rút quân chạy. Thiếu tướng De Négrier đem quân đánh tràn lên đến Lạng Sơn, trưa hôm 29 tháng Chạp thì lấy được thành (GS. Giàu ghi ngày 13 tháng 2). Đánh từ ngày 25 đến 29 tháng Chạp, quân Pháp thiệt mất 40 người tử trận và 222 người bị thương.

Bản đồ quân sự khu vực quan ải Lạng Sơn (1850-1900) (bao gồm Trấn Nam Quan / Ải Nam Quan / Ải Du Thôn) nhìn từ phía Trung Quốc

Lấy xong thành Lạng Sơn, quân Pháp nghỉ ngơi mấy ngày, rồi lại tiến lên đánh Đồng Đăng. Quân Tàu chạy phân ra làm hai ngả: một chạy lên Thất Khê, một ngả chạy lên cửa Nam Quan về Tàu. Đến ngày mồng 8 tháng 1 năm Ất Dậu (1885), thì Thiếu tướng De Négrier lên đến cửa Nam Quan, truyền phá Ải quan, rồi trở về giữ Lạng Sơn.
...Quân Tàu tuy đã thua phải bỏ thành Lạng Sơn, nhưng quan Đề đốc Quảng Tây là Phùng Tử Tài vẫn đóng lại đồn ở Long Châu, chực song đánh lấy lại Lạng Sơn. Ngày mồng 6 tháng 2 năm Ất Dậu (1885), Quân Tàu sang đánh Đồng Đăng, Thiếu tướng De Négrier đem quân lên cứu, rồi chực đánh sang Long Châu. Quân Pháp đánh trong 2 ngày, chết hại mất non 200 người. Đến mồng 8, Thiếu tướng rút quân về Lạng Sơn, còn những người bị thương thì đem về đồn Chũ. Quân Pháp đóng ở Lạng Sơn bấy giờ có 35.000 người.
Ngày 13 thì quân Tàu tràn sang đánh Kỳ Lừa. Thiếu tướng De Négrier bị thương nặng, phải giao quyền lại cho Trung tá Herbinger, để chống với quân Tàu. Nhưng bấy giờ quân Tàu sang đông quá, Trung tá phải bỏ thành Lạng Sơn rút về Tuần Muội, rồi về đồn Chũ và đồn Kép.
...Bên Pháp tiếp được điện tín của Trung tướng Brière de I' Isle đánh về nói quân Pháp phải bỏ thành Lạng Sơn, thì lòng người náo động cả lên. Thủ tướng Jules Ferry phải từ chức. Chính phủ Pháp thấy sự chiến tranh không lợi bèn ký tờ giao ước định chiến với nước Tàu...
Theo sách Đại cương lịch sử Việt Nam tập II, thì sau hai tháng ráo riết chuẩn bị, quân Pháp mới dám tiến quân đánh chiếm Lạng Sơn (23 tháng 2 năm 1885). Đội quân thực dân đánh thọc sâu vào Long Châu, cách biên giới 80 cây số trong nội địa Trung Quốc, cốt để buộc Bắc Kinh phải sớm ký kết điều ước mới. Nhưng đêm 21 rạng sáng 22 tháng 3, quân Thanh bất ngờ phản công, tiến lên chiếm lại cửa ải Nam Quan, đuổi quân Pháp đang đóng giữ ở đó phải bỏ chạy về Đồng Đăng.
Sau đó, quân Pháp do tướng De Négrier chỉ huy đã phản công mạnh mẽ, vượt qua cửa ải trên, liên tục đánh phá các đồn quân Thanh trên con đường Nam Quan - Bằng Tường. Nhưng rồi quân Pháp lại bị đánh bật trở lại, phải rút về phía bên này biên giới, rồi hỗn loạn tháo chạy về Lạng Sơn ngày 26 tháng 3, bỏ lại trên chiến trường nhiều xác lính chết, lính bị thương và quân trang quân dụng.
Tại Lạng Sơn, quân Pháp chưa kịp chấn chỉnh lại đội ngũ, thì ngày 28 tháng 3 quân Thanh lại tiến đánh Kỳ Lừa, sát thành Lạng Sơn. Trận đánh diễn ra rất ác liệt, Đại tá Herbinger (Việt Nam sử lược ghi Trung tá) chỉ huy thay tướng De Négrier vừa bị trọng thương, liệu thế không giữ được Lạng Sơn nên phải ra lệnh rút chạy về Phủ Lạng Thương ngay trong đêm đó. Dọc đường chạy tháo thân, quân Pháp đã vứt cả súng đại bác, hòm đạn; quẳng cả đồ đạc, hành lý xuống sông, đốt giấy tờ sổ sách, đập vỡ cả máy điện tín. Mãi đến ngày 1 tháng 4, quân Pháp mới về đến Chũ..

## Bàn luận
Sử gia Phạm Văn Sơn viết:
Đáng buồn cười là khi quân Pháp hấp tấp triệt thoái thì quân Tàu cũng vội vã rời khỏi thành Lạng. Đến đồn Thanh Mọi, Trung tá Herbinger lại đánh điện cho tướng Brière de I' Isle rằng quân đội của y đang bị quân Tàu vây khốn ở Chũ và ở Đồng Sông... Tướng Tổng tư lệnh trả lời: "chỉ rút lui khi nào cần thiết". Nhận được điện văn này, y cho quân sửa soạn gấp để lên đường, sau khi cho đốt sổ sách, phá hủy máy truyền tin, lương thực và các thứ khác. Ngày 31 tháng 3 năm 1885, 3.000 quân Pháp đã phải lẩn trốn trước 40 tên lính Tàu, đó là lời than chua chát của sử gia Taboulet. Còn chính khách Waldeck- Rousseau phải rên lên rằng: "Tôi nghĩ rằng đến ngay trận Waterloo xưa kia cũng khó có thể gây ra một cuộc triệt binh thảm hại đến thế!" .
Cuộc rút lui khỏi Lạng Sơn của Pháp đáng kể là thảm hại và đáng buồn cười, bởi quân Pháp phải trở về khởi điểm sau 5 tháng sửa soạn công phu và chiến đấu tổn nhiều xương máu.
GS. Trần Văn Giàu cho rằng:
Ảnh hưởng của cuộc đại bại ở Lạng Sơn về bên Pháp rất lớn. Tại nghị viện, Thủ tướng Jules Ferry đứng như một tội nhân. Bằng 306 phiếu phản đối, chính phủ Jules Ferry đổ. Một ê kíp khác lên thay để tiếp tục một chính sách xâm chiếm thuộc địa.
Thắng ở Lạng Sơn, trên sông Hồng; quân Vân Nam, Quý Châu có 20 quân doanh, ấy thế mà tuyệt nhiên tướng Sầm Dục Anh không chịu nhúc nhích. Nếu trong lúc Pháp bị mắc ở lạng Sơn và Tuyên Quang, mà quân đội của Tôn Thất Thuyết ở Huế nổi lên đánh Pháp, vua Hàm Nghi ra lệnh Cần Vương, thì cơ thắng lợi không phải là không còn nữa.
Để rồi ngày tháng 4 năm 1885, nghĩa là 3 ngày sau khi binh đoàn của Pháp phải chạy về Phủ Lạng Thương thì Paris và Bắc Kinh ký kết đình chiến. Tháng 5, quân Thanh rút hết về nước. Ngày 9 tháng 6 năm 1885, hiệp ước Thiên Tân ra đời. Như thế là cuộc chiến tranh Trung - Pháp chấm dứt, và cũng có nghĩa là triều đình Thanh thừa nhận quyền đô hộ của Pháp ở Việt Nam..
Theo sách Đại cương lịch sử Việt Nam tập II:
Ảnh hưởng cuộc đại bại của Pháp ở Lạng Sơn về đến Pháp rất lớn. Dư luận phản đối cuộc "chiến tranh xâm lược phiêu lưu" trong nhân dân Pháp đến nay lại có dịp bộc phát mạnh mẽ làm cho giới tư bản tài chính cầm quyền vô cùng lo sợ...Tại nhà hối đoái, những giấy cho vay xuống giá còn mạnh hơn hồi xảy ra chiến tranh Pháp – Đức năm 1870. Tất cả các báo đều lớn tiếng công kích Chính phủ Jules Ferry...